# Hniszów
Hniszów is een plaats in het Poolse district  Chełmski, woiwodschap Lublin. De plaats maakt deel uit van de gemeente Ruda-Huta en telt 200 inwoners.